# Sergiusz (Bułatnikow)
Sergiusz, imię świeckie Władimir Leonidowicz Bułatnikow (ur. 16 kwietnia 1950 w Omsku) – rosyjski biskup prawosławny.

## Życiorys
Jego ojciec był robotnikiem, matka pochodziła z rodziny duchownego prawosławnego. Od dzieciństwa był ministrantem w soborze Podwyższenia Krzyża Pańskiego w Omsku. Wykształcenie uzyskał w szkole medycznej, gdzie w 1969 zdobył kwalifikacje felczera.
Rok później wstąpił jako posłusznik do Monasteru Pskowsko-Pieczerskiego, musiał go jednak opuścić w 1974 z powodu nieosiągnięcia wymaganego przez władze radzieckie wieku 30 lat. Został wówczas skierowany do służby w eparchii smoleńskiej jako psalmista w cerkwi Wniebowstąpienia Pańskiego w Gagarinie. 14 kwietnia 1974 przyjął święcenia diakońskie, a tydzień później – kapłańskie z rąk biskupa smoleńskiego i wiaziemskiego Teodozjusza, w soborze katedralnym w Smoleńsku. Służył następnie w cerkwi Wprowadzenia Matki Bożej do Świątyni w Dokudowie (jako proboszcz) oraz w cerkwiach w Dubrowie i Lipiecach. Równolegle uczył się w seminarium duchownym w Moskwie, które ukończył w 1979.
Od 1978 do 1983 służył w eparchii kurskiej, był proboszczem parafii Tichwińskiej Ikony Matki Bożej w Kulewce. 13 listopada 1979 złożył wieczyste śluby mnisze na ręce schiarchimandryty Grzegorza (Dawydowa), przyjmując imię zakonne Sergiusz na cześć św. Sergiusza z Radoneża. W 1983 został proboszczem cerkwi Podwyższenia Krzyża Pańskiego w Siewsku, w eparchii orłowskiej i briańskiej. W 1985 rozpoczął zaoczne studia teologiczne na Moskiewskiej Duchownej. Ukończył je w 1989 na Leningradzkiej Akademii Duchownej w trybie dziennym. Od 1989 do 1992 był proboszczem cerkwi Wszystkich Świętych w Prioziersku, kierując jej odbudową i ponowną adaptacją na cele sakralne.
W 1992 metropolita petersburski i ładoski Jan mianował go pierwszym przełożonym monasteru Trójcy Świętej w Zieleńcu po jego przywróceniu do pełnionych przed rewolucją październikową funkcji sakralnych. Dwa lata później hieromnich Sergiusz przybył do nowo utworzonej eparchii briańskiej w celu utworzenia w niej ośrodków życia mniszego, na zaproszenie jej ordynariusza, arcybiskupa Melchizedeka. Od 1995 kierował reaktywowaną Pustelnią Płoszczańską.
29 maja 2013 otrzymał nominację na pierwszego ordynariusza nowo utworzonej eparchii klinieckiej. Jego chirotonia biskupia odbyła się 13 czerwca tego samego roku w cerkwi Wniebowstąpienia Pańskiego w Moskwie (cerkiew „Wielkie Wniebowstąpienie”). W grudniu 2014 został przeniesiony na katedrę wielkołucką. Na katedrze pozostawał do 2025 r., gdy odszedł w stan spoczynku w związku z osiągnięciem 75. roku życia. Jako miejsce jego stałego pobytu Święty Synod Rosyjskiego Kościoła Prawosławnego wyznaczył monaster Pskowsko-Pieczerski.